# Standing Still (film)
Pour les articles homonymes, voir Standing Still.
Pour plus de détails, voir Fiche technique et Distribution.
Standing Still (ou Le Grand Jour au Québec) est un film américain de Matthew Cole Weiss, sorti en salles en 2006. Le film ne fut pas distribué en France en salles.

## Synopsis
Elise et Michael semblent incarner le type même du couple parfait : ils vivent ensemble dans une superbe villa et vont se marier. Pour célébrer cet événement, ils décident d'inviter des amis de fac à Los Angeles, parmi lesquels Quentin, agent artistique, Samantha et Rich, qui forment également un couple (Rich n'étant guère réceptif à l'envie de Samantha de l'épouser), Lana et Pockets, qui ont vécu une aventure. Se joignent également à la fête : Jennifer, une amie d'Elise, Donovan, une conquête de Lana un peu collant, Sarah, la sœur cadette de 17 ans d'Elise et Simon, un acteur client de Quentin.  Mais ce qui s'annonçait être une fête joyeuse et conviviale va se transformer en une triste réunion où chacun ressasse des souvenirs amers et douloureux.

## Fiche technique
- Titre : Standing Still
- Titre québécois : Le Grand Jour
- Réalisation : Matthew Cole Weiss
- Scénario : Matthew Perniciaro et Timm Sharp
- Musique : BC Smith
- Directeur de la photographie : Robert Brinkmann
- Producteurs : Trent Othick, Matthew Perniciaro et Jeff Rice
- Coproducteurs : Karen Meisels et Marty Poole
- Producteurs exécutifs : Tom Breitling, Lorenzo Fertitta, John Gaughan, Bruce Wayne Gillies, Tim Poster, David Snedeker et Gary Michael Walters
- Montage : Andy Blumenthal
- Distribution des rôles : Karen Meisels
- Création des décors : Daniel Bradford
- Décorateur de plateau : Beth Wooke
- Création des costumes : Alina Panova
- Directeur de production : Mimi Gillies et Sabrina Sipantzi
- Sociétés de distribution : Freestyle Releasing (États-Unis), Warner Home Video (Japon)
- Budget : 1 700 000 dollars
- Pays :  États-Unis
- Langue : anglais
- Genre : Comédie dramatique
- Durée : 90 minutes
- Dates de sortie : 
  -  États-Unis : 17 juin 2005 (Cinevegas Film Festival) • 21 avril 2006 (sortie en salles limité)
  -  Belgique : 4 mai 2007 (DVD)

## Distribution
- Jon Abrahams (VQ : Antoine Durand) : Pockets
- Amy Adams (VQ : Viviane Pacal) : Elise
- Xander Berkeley (VQ : Mario Desmarais) : Jonathan
- Ethan Embry (VQ : Patrice Dubois) : Donovan
- Adam Garcia (VQ : Gilbert Lachance) : Michael
- Lauren German (VQ : Rose-Maïté Erkoreka) : Jennifer
- Colin Hanks (VQ : Benoît Éthier) : Quentin
- Melissa Sagemiller (VQ : Eveline Gélinas) : Samantha
- Aaron Stanford (VQ : Philippe Martin) : Rich
- Mena Suvari (VQ : Aline Pinsonneault) : Lana
- James Van Der Beek (VQ : Renaud Paradis) : Simon
- Dakota Sky : Kid
- Marnette Patterson : Sarah
- Roger Avary : Franklin Brauner
- Matthew Cole Weiss : Captain

## Production
- À l'époque du tournage, Amy Adams, alors méconnue, avait tournée un film où elle jouait une future mariée dans Un homme à tout prix.
- Roger Avary, interprète de Franklin Brauner est connu pour avoir collaboré avec Quentin Tarantino.
- Le film fut tourné à Los Angeles et à Las Vegas.

## Réception

### Box-office
Standing Still fut un véritable échec commercial lors de sa sortie en salles aux États-Unis, rapportant seulement 39 729 dollars, ne rentabilisant pas son budget de production de 1,7 million de dollars, car étant distribué dans 15 salles de cinéma et est resté deux semaines à l'affiche.